# Plage des Raisins Clairs
Plage des Raisins Clairs är en strand i Guadeloupe (Frankrike). Den ligger i den östra delen av Guadeloupe, 60 km nordost om huvudstaden Basse-Terre.